# Сицилия (римская провинция)
Сици́лия (лат. provincia Sicilia) — римская провинция на одноимённом острове, образована на первых внеиталийских территориях, завоёванных Римской республикой в 1-й Пунической войне с Карфагеном. Как административная единица со статусом провинции («поместье римского народа») объявлена в 227 г. до н. э., хотя остров принадлежал римлянам с 241 г. до н. э. После 211 г. до н. э. или 212 г. до н. э. к ней были присоединены владения греческого города Сиракузы, который стал административным центром провинции. Сохранила статус в период Римской империи. Являлась важной продовольственной житницей Римского государства. В составе Западной Римской империи просуществовала до V века — в 442 г. захвачена королевством вандалов и аланов под предводительством Гейзериха, а в 477 г. Одоакром.
Современная локализация — административный регион Сицилия (Италия).

## Предыстория
К III в. до н. э., когда Римское государство несколько утвердилось на Апеннинском полуострове, остров Сицилия начинал входить в зону политических и экономических интересов римлян, находясь на южном направлении их экспансии. К этому моменту на западе острова господствовали карфагеняне, а на востоке греки, которые издавна враждовали друг с другом. Сами римляне имели мирный договор с Карфагеном от 280 г. до н. э., он касался не только торговых, но и политических взаимоотношений между ними — Рим не мог иметь владений в Сицилии, а Карфаген в Италии. В 272 г. до н. э. договор нарушен карфагенской военной эскадрой, которая, во время осады римлянами южноиталийского города Тарента, вошла в гавань и попыталась захватить город. Борьба за гегемонию в Западном Средиземноморье и, в частности, за влияние на крупнейшем острове региона — Сицилии, вызвала обострение отношений сторон и привела к открытому столкновению, вошедшему в историю как 1-я Пуническая война (264—241 гг. до н. э.). Поводом для открытия военных действий послужило предложение римлянам от мамертинцев, захвативших Мессану, о помощи в их местной войне с Сиракузами.

## Завоевание
Заключив союз с мамертинцами, римляне в 264 г. до н. э. переправили в Сицилию войска (консул Аппий Клавдий Кавдекс), заставили сиракузян и союзных им карфагенян снять осаду Мессаны, разбили карфагенскую армию, но после неудачной осады Сиракуз вернулись в Италию. Через год римляне провели новую интервенцию, отправив две консульские армии в составе 4 легионов (консулы Маний Валерий Максим и Маний Отацилий Красс), было завоёвано множество городов, тиран Сиракуз Гиерон II принуждён заключить мирный договор, по которому он становился «союзником» Рима, уплачивал контрибуцию и обязался снабжать римские войска продовольствием. Мир с Сиракузами и захват Мессаны позволили в дальнейшем беспрепятственно высаживать римлянам свои войска на острове, а также был решён вопрос об обеспечении войск припасами. Но вторжение на западную — карфагенскую часть острова, завершилось безуспешно. В 262 г. до н. э. римляне осадили Акрагант — главную базу карфагенских наёмников. После шести месяцев осады город пал и крупный контингент карфагенской армии был уничтожен, это имело катастрофические последствия для карфагенского господства на острове — многие города перешли на сторону Рима. Однако, пользуясь превосходством на море, карфагенский флот грабил и опустошал берега, высаживая десанты в наиболее беззащитных местах Сицилии и Италии, чем наносил римлянам существенный ущерб. Война вошла в затяжную стадию, боевые действия шли с переменным успехом (столкновения происходили и в других местах — например на Сардинии). За этот период римлянам удалось создать мощный флот, произошло несколько морских сражений (при Липарских островах, при Милах), и в 256 г. до н. э. Римская республика предприняла Африканскую экспедицию, которая началась довольно успешно — морская победа у мыса Экном, успешная высадка в Африке и осада Карфагена. Но, после не принятого от римлян предложения о мире, карфагеняне сумели разбить римскую армию и идущий ей на помощь флот. После этого они снова перенесли боевые операции на Сицилию, отвоевав Акрагант.
Начался второй этап войны (255—241 гг. до н. э.), характеризующийся истощением противников и некотором равновесии сил, при небольшом преимуществе римлян: в их руках была большая часть Сицилии. В 254 г. до н. э. значительным успехом римлян был повторный захват Акраганта и важнейшей твердыни карфагенян — Панорма, но в следующем году буря уничтожила большую часть римского флота, загнанного карфагенянами на мели. Используя численное превосходство, римляне постепенно оттесняли карфагенян и, в конце концов, блокировали последние твердыни противника — Лилибей и Дрепан. Однако использовать это превосходство они не могли — города снабжались по морю и для их захвата требовалась морская блокада, что было невозможно при явном преимуществе флота карфагенян. Пытаясь захватить инициативу на море, в 249 г. до н. э. римляне напали на флот противника (морская битва при Дрепане), но были разбиты, а остатки флота были уничтожены в результате разразившейся бури. В этот период добился некоторых успехов назначенный на Сицилию карфагенский главнокомандующий Гамилькар Барка, он умело вёл военные действия, тревожил римлян во многих схватках, предпринимал рейды на кораблях к Италии и опустошал побережье. К концу войны Римская республика прибегла к чрезвычайным мерам: были обложены огромным налогом богатые граждане Рима, благодаря чему удалось снова снарядить флот и в ожесточенном сражении при Эгатских островах в 241 г. до н. э. разбить карфагенскую эскадру. Это позволило блокировать с моря осажденные с суши Лилибей и Дрепан, после чего Карфаген запросил мира, который и был заключен в 241 г. до н. э. на тяжёлых для карфагенян условиях, в числе которых был и полный контроль римлян над карфагенскими владениями в Сицилии.

## Население
Крупнейшие города античной Сицилии:
- основанные элимами — Галикия, Дрепан[4], Сегеста, Энтелла, Эрикс, Яты.
- основанные финикийцами — Лилибей, Мотья, Панорм.
- основанные греками на месте поселений сиканов — Занкла/Мессена (рим. Мессана).
- основанные греками — Акрагант (рим. Агригент), Сиракузы.

## Управление
Восьми из 68 городов захваченной Сицилии римляне предоставили статус «свободных», в награду за их лояльность во время войн с Карфагеном. В течение последующих шести столетий Сицилия была провинцией Римской республики и Римской империи. В это время Сицилия была житницей империи, важнейшим поставщиком продовольствия города Рима. Империя не предпринимала усилий для романизации региона, который оставался в значительной степени греческим. Наиболее известными событиями было плохое правление Гая Верреса, отмеченное Цицероном четырьмя речами против «сицилийского грабителя».
Вклад в римскую культуру провинции Сицилия в целом был невелик, тем не менее, следует отметить таких деятелей, как историк Диодор Сицилийский и поэт Кальпурний. Наиболее известная археологическая находка данного периода — мозаика виллы аристократа в Пьяцца-Армерина. На территории Сицилии находились одни из первых христианских общин. Одними из первых христианских святых были сицилийки Святая Агата из Катании и Святая Люси из Сиракуз.